# You Should Have Left
You Should Have Left (bra: Você Deveria Ter Partido; prt: Deviam Ter Saído) é um filme de terror psicológico estadunidense de 2020 escrito e dirigido por David Koepp, baseado no livro de mesmo nome de Daniel Kehlmann. É estrelado por Kevin Bacon e Amanda Seyfried. Originalmente planejado para estrear nos cinemas, o filme foi lançado digitalmente via vídeo sob demanda em 18 de junho de 2020, pela Universal Pictures.

## Elenco
- Kevin Bacon como Theo Conroy/Stetler
- Amanda Seyfried como Susanna
- Avery Essex como Ella
- Colin Blumenau como Lojista
- Lowri-Ann Richards como mulher galesa

## Lançamento
O filme foi lançado digitalmente via PVOD (Premium Video On Demand) em 18 de junho de 2020 pela Universal Pictures. O estúdio decidiu abrir mão do lançamento originalmente programado para os cinemas nos Estados Unidos e Canadá devido ao fechamento das salas desde meados de março, por causa das restrições à pandemia de COVID-19.

## Recepção
No Rotten Tomatoes, o filme detém uma taxa de aprovação de 41% com base em 111 críticas, com uma classificação média de 4,9/10. O consenso dos críticos do site diz: "You Should Have Left sugere uma experiência verdadeiramente assustadora, mas nunca consegue destilar seus ingredientes intrigantes em um todo consistentemente satisfatório". No Metacritic, o filme tem uma pontuação média ponderada de 46 de 100, com base em 27 avaliações, indicando "críticas mistas ou médias".